# Licuala grandis
Espèce
Synonymes
- Pritchardia grandis  T.Moore  (1874)

Licuala grandis est une espèce de plantes à fleurs de la famille des Arecaceae; les palmiers. IL est reconnaissable avec son feuillage aux grandes feuilles plissées d'un vert brillant sur ses tiges élancées.

## Description
Son stipe possède un bon nombre de feuilles entières presque rondes , il ne dépasse guère les 2 m de hauteur. Ses feuilles rappellent un éventail circulaire, elles sont de couleur vert foncé et légèrement lobées sur le bord, chaque lobe a une petite encoche qui donne naissance à deux petites dents. Les palmiers de ce genre ont généralement un stipe (tronc) tubulaire et sont mieux adaptés aux climats humides. Les fruits sont petits ,sphériques, rouge orangé. Peu résistant au soleil direct.

## Distribution et habitat
Originaire de l'île de Santa-Cruz et du Vanuatu; il est d’un grand effet ornemental en raison de la beauté de ses grandes feuilles entières et orbiculaires, contrastant avec le petit diamètre du tronc. De croissance lente, cultivé à mi-ombre, il a besoin d'un sol riche et souvent humide, son milieu d'origine est  sous la canopée des forets tropicale humides. Ses inflorescences sont hermaphrodites, il a un fructification abondante au printemps. Un kg contient environ 1 021 fruits mûrs et 3 226 graines. Il peut se multiplier par  graines qui commencent à germer après 120 jours. Sa propagation est favorisée par le grand nombre de graines produites annuellement. Mais sa croissance est  très  lente . Son origine en zone USDA 10a (-1°C mini) ne permet pas trop sa culture en extérieur en métropole .

## Taxonomie
Licuala grandis a été décrit par Hermann Wendland et publié sur L'illustration horticole 27: t. 412. 1880.
Etymologie
Licuala: Nom générique qui procède de la latinisation du nom vernaculaire, leko wala, soi-disant utilisé pour Licuala spinosa en Makassar, Sulawesi. (J. Dransfield, N. Uhl, C. Asmussen, W.J. Baker, M. Harley and C. Lewis. 2008)
grandis:Épithète Latin qui signifie "grand, élevé".